# 朴是炫
朴是炫（羅馬化：Park Si-Hyun，1986年11月29日—），原名朴珠泫（羅馬化：Park Ju-Hyun），韓國女藝人、模特兒兼設計師。2012年以B2M Entertainment推出的流行女子組合SPICA出道，為五位成員之一。因外貌與前輩組合FIN.K.L的成宥利相似，在SPICA公開亮相後媒體賦予她“第二個成宥利”的別名。

## 經歷
朴是炫出生於1986年，出生地為韓國，出生時名字為朴珠泫，家庭成員除父母外尚有一位姐姐與小她14歲的弟弟，從中學時期開始擔任雜誌與CF模特活動且努力不懈的持續歌手的練習，過程輾轉待過五家經紀公司（其中包含DSP Media），在等待機會的期間亦專職Shopping mall模特兼設計師。2010年B2M Entertainment成立後隨即加入並於2011年出演許永生《Let it go》MV及擔任現場RAP在歌謠界初露頭角，最終在2012年2月歷經超過十年的練習生活後以組合SPICA成員出道。
9月12日，朴是炫以小分隊SPICA.S出道，發行單曲《讓給別人可惜嗎?》，其他成員包括朴娜萊、楊知元、金保亨。
2014年10月10日，朴是炫在個人Twitter及Instagram帳戶上公布本名由朴珠泫更改為朴是炫。

## 私人生活
在2012年SPICA發行第二張數位單曲「I'll Be There」前夕，遭韓媒報導與「神話」成員前進已交往一年，並在戀情曝光後，迅速成為網友搜尋的對象，造成從小到大的畢業照開始流竄在韓國各大論壇，卻也因此意外地證明其為「自然美」的容貌。同年11月12日由女方宣布兩人已恢復前後輩關係。

## 音樂活動

### 現場合唱
- 2011年 合作歌手：許永生／作品：LET IT GO

## 演出作品
節目演出請參閱：Spica節目演出列表

### 音樂錄影帶
- 2011年 許永生《LET IT GO》
- 2013年 李孝利《BAD GIRL》
- 2014年 MADEIN《Champagne》

## 外部連結
- 朴是炫的X（前Twitter）
- 朴是炫的Instagram帳戶